# Fritz Dünner
Fritz Dünner (* 1957) ist ein Schweizer Ländlermusikant.

## Leben & Wirken
Als zehnjähriger Knabe nahm Fritz Dünner Klarinettenunterricht bei der Stadtjugendmusik Zürich. Sein Musiklehrer war Kurt Hotz. Sein gleichnamiger Vater integrierte ihn in dessen Ländlerkapelle Seebuebe in Uttwil. Neben seinen Hauptinstrumenten Klarinette und Saxophon spielt er auch Klavier und Bassgeige. Von 1972 bis 1993 bildete er mit Franz Nauer und weiteren Musikanten die Kapelle Dünner-Nauer. Nebenbei trat er mit Ueli Mooser und René Wicky und grösstenteils ohne Klavierbegleitung als Kapelle Dünner–Mooser–Wicky auf. Er wohnte während vieler Jahre in Rothenthurm und arbeitet seit 2010 auf Mallorca u. a. als Klavierstimmer. 2012 veröffentlichte er das Album sunnegriifts.  2013 veröffentlichte Dünner gemeinsam mit René Rogenmoser das Album Ussländler.